# Inflorescență

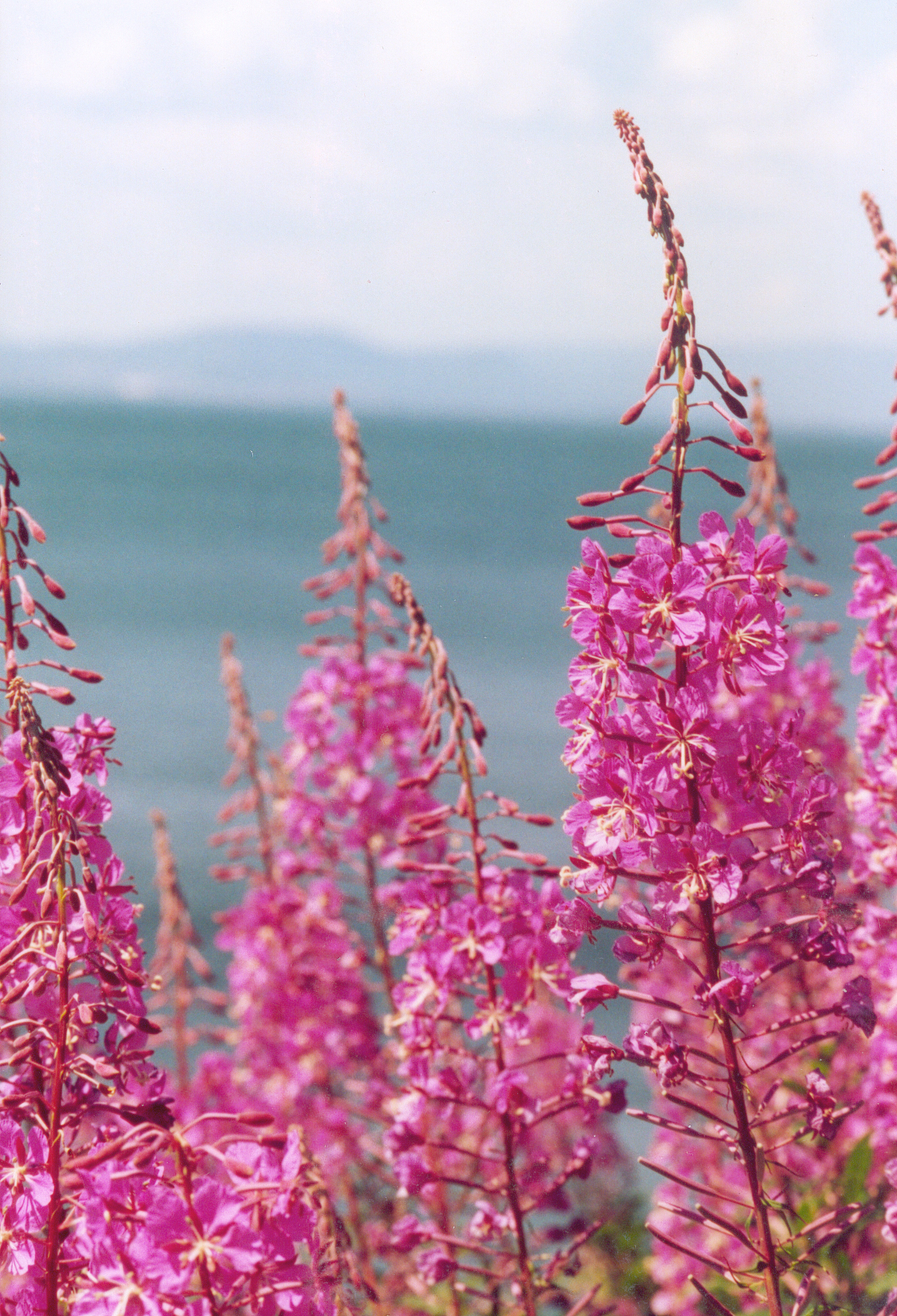

Inflorescența este un ansamblu de flori dispuse grupat la extremitatea tulpinii sau pe mai multe axe secundare, într-o anumită ordine.

## Clasificare
- inflorescențe monopodiale sau racemoase (numite și ascendente, centripete sau nedefinite): 
  - simple
    - racem simplu (strugure simplu)
    - corimb simplu
    - umbelă simplă
    - spic simplu
    - capitul simplu

  - compuse
    - homotactice (combinații de inflorescențe de același fel)
      - racem compus
      - umbelă compusă
      - spic compus

    - heterotactice sau mixte (combinații de inflorescențe de forme diferite)
      - asociere de corimb cu calatidiu (antodiu)
      - panicul (asociere de racem și spic)

Amentul și spadicele sunt variante de spic, iar știuletele este o variantă de spadice. Calatidiul sau antodiul este întâlnit la floarea-soarelui, mușețel, etc.
- inflorescențe simpodiale sau cimoase (numite și pendente, centrifuge sau definite):
  - cimă unipară (monocaziu):
    - drepaniu
    - cincin
    - ripidiu
    - bostrix

  - cimă bipară (dicaziu)
  - cimă multipară (pleiocaziu)
- inflorescențe anormale (întâlnite la conopidă și smochin)

## Imagini

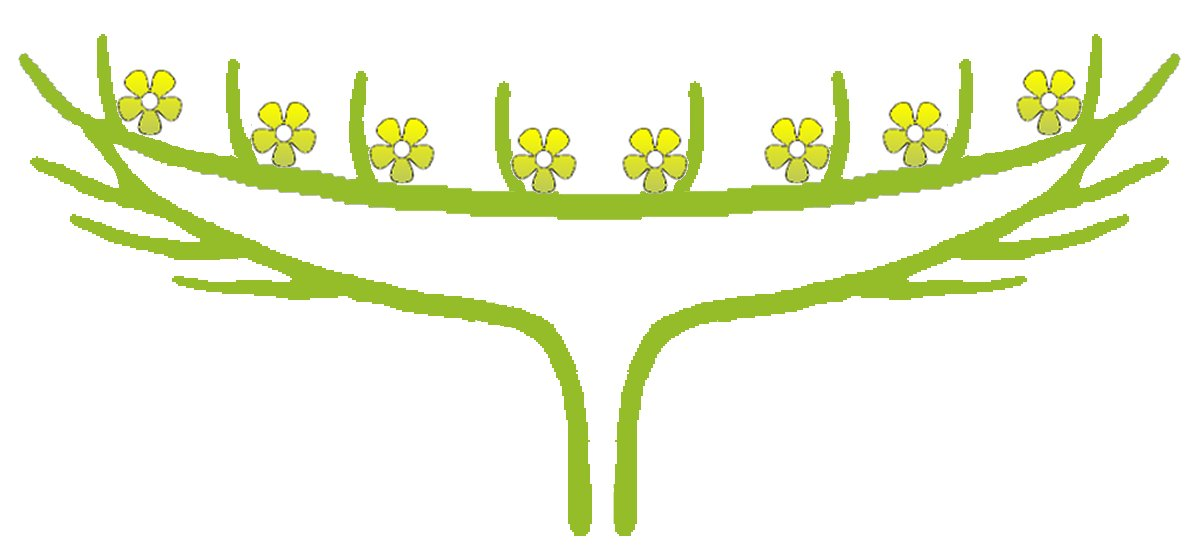
Calatidiu
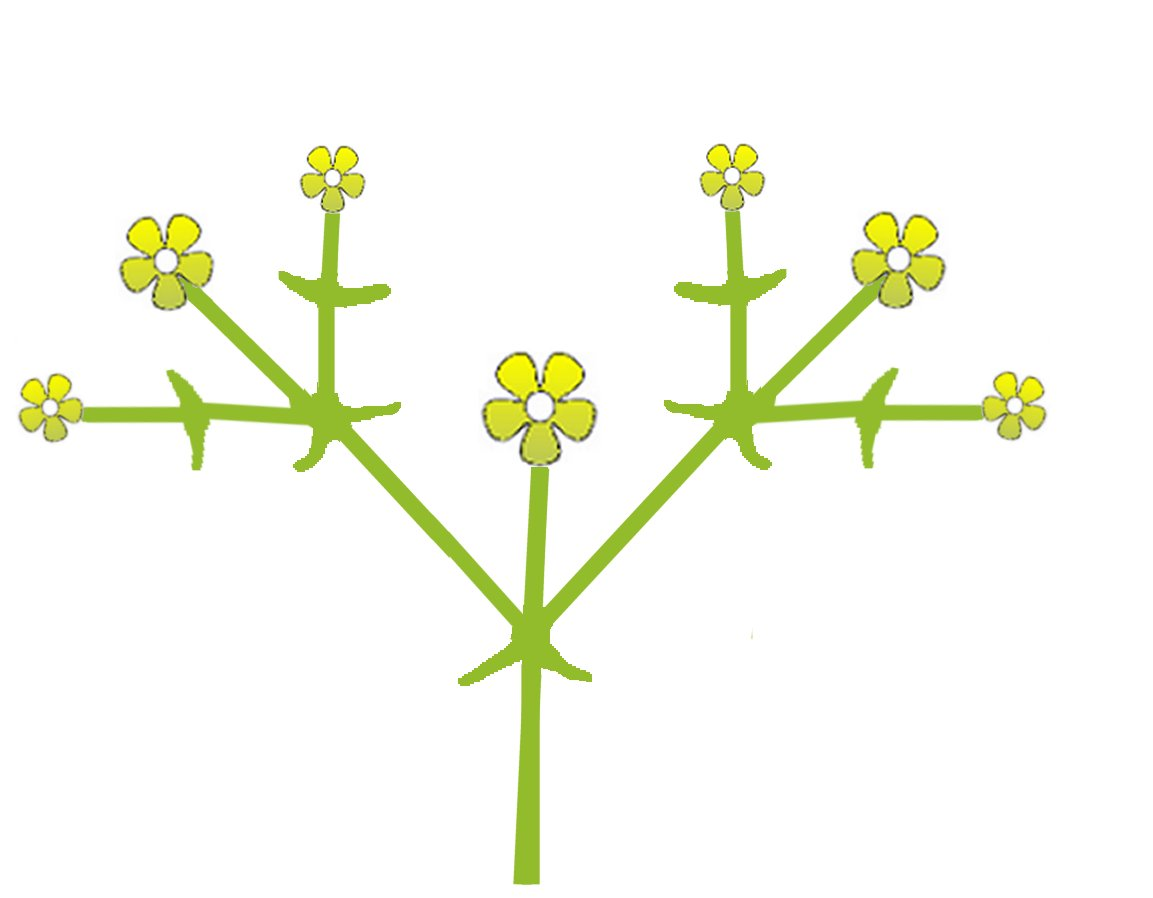
Cimă
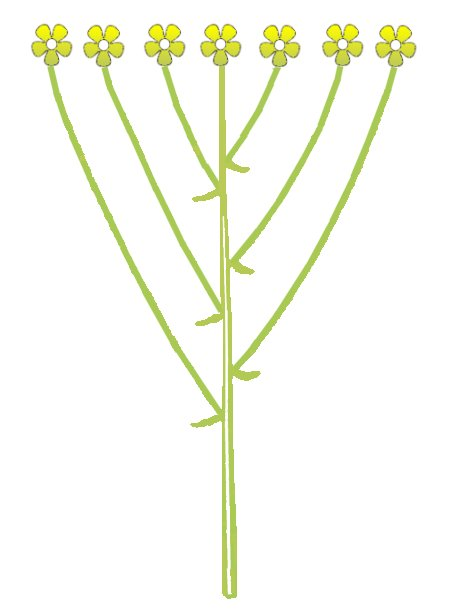
Corimb
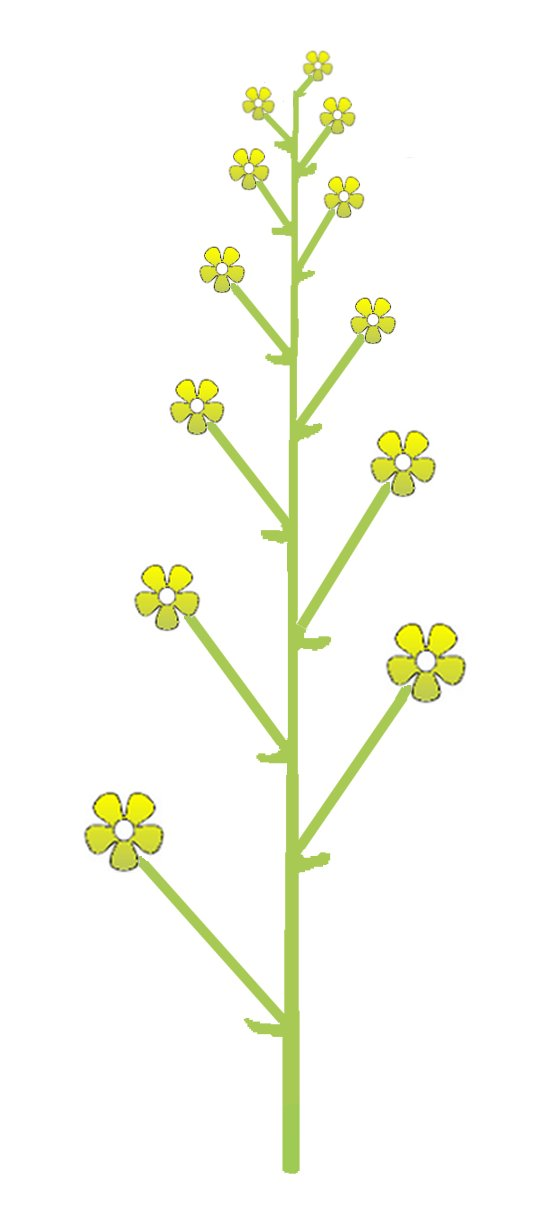
Racem
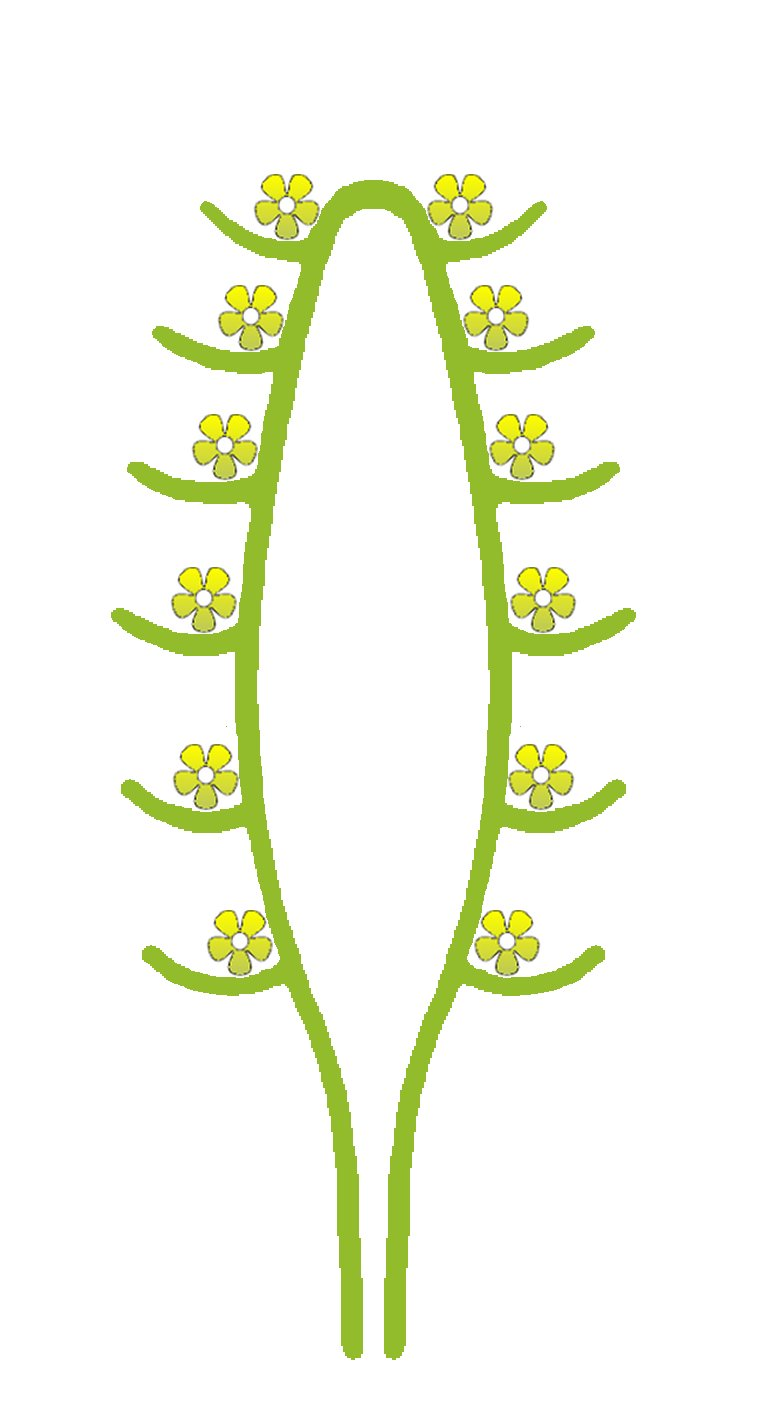
Spadice
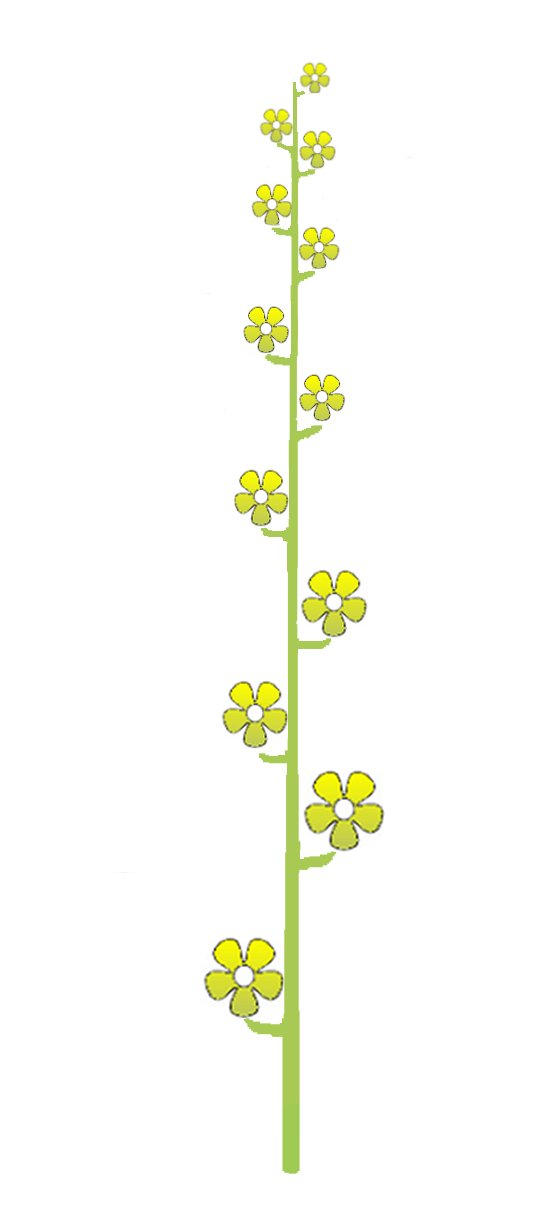
Spic
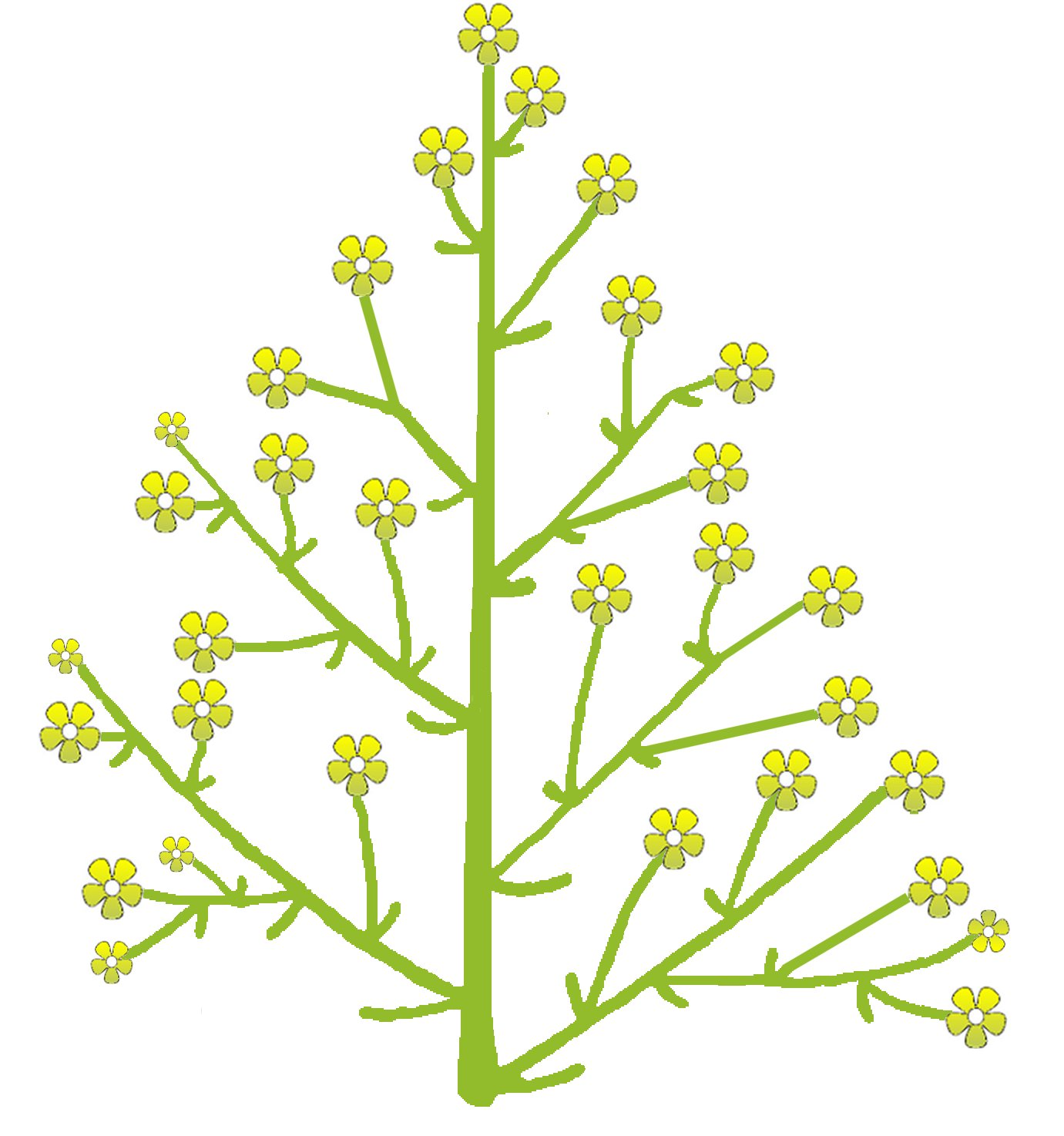
Panicul
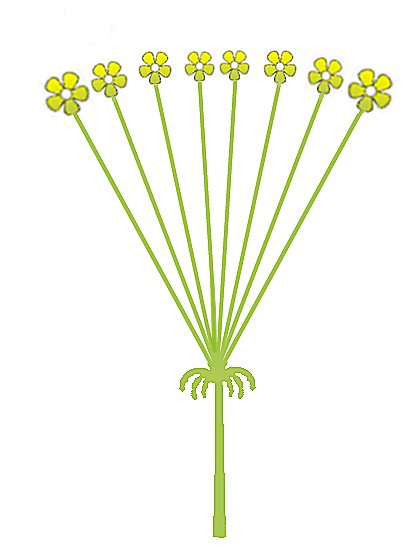
Umbelă

## Bibliografia
- Botanică farmaceutică, Editura didactică și pedagogică, București, 1981.